# Svetovni dan spomina na žrtve holokavsta
Svetovni dan spomina na žrtve holokavsta je na svojem zasedanju 1. novembra 2005 z resolucijo 60/7 proglasila Generalna skupščina Združenih narodov kot vsakoletni mednarodni dan spomina na žrtve fašističnega in nacističnega holokavsta.

»Nedopustno je sprevračanje tragedije holokavsta, ki je brez primere. Moramo se ga spominjati, s sramom in studom, tako dolgo kot bo obstajal človeški spomin. Samo s pomnenjem bomo izkazali primerno spoštovanje vsem žrtvam. Milijoni nedolžnih židov in ostalih manjšin je bilo umorjenih na nepredstavljivo barbarski način. Nikoli ne smemo pozabiti teh mož, žena in otrok ter njihove agonije.« — nagovor generalnega sekretarja ZN Kofija Annana, 27. januar 2006.

Nemci, Italijani, Japonci in drugi fašisti pa niso pobijali samo Judov, še več žrtev so imeli Rusi, Poljaki in Kitajci. Italijani so imeli taborišča v Afriki za Afričane, na otokih in Italiji pa za Slovence, Hrvate in Črnogorce. Hrvaški ustaši so imeli za Srbe, pa tudi za nekaj tisoč Slovencev. Slovence so iztrebljali tudi Madžari. Pozablja se tudi na sistematično pobijanje Romov.
27. januar je za vsakoletni svetovni dan spomina na žrtve holokavsta, izbran kot dan zloma in prekinitve holokavsta. Na ta dan leta 1945 je ruska Rdeča armada osvobodila največje nacistično taborišče smrti Auschwitz-Birkenau na Poljskem.